# Greatest Hits Live (Ramones)
Greatest Hits Live è un album live del gruppo punk statunitense Ramones, pubblicato nel 1996.
Le ultime 2 tracce sono due bonus track registrate in studio, e sono 2 cover inedite. R.A.M.O.N.E.S. è un brano dei Motörhead, dell'album 1916, ed è una canzone tributo ai Ramones stessi. La seconda è Anyway You Want It, di The Dave Clark Five.

## Tracce
Tutti i brani sono dei Ramones eccetto dove segnalato
1. Durango 95 - 1:31 (Johnny Ramone)
2. Blitzkrieg Bop - 1:37
3. Do You Remember Rock 'n' Roll Radio? - 3:00
4. I Wanna Be Sedated - 2:07
5. Spider-Man - 1:48 (Robert Harris, Paul Francis Webster)
6. I Don't Want to Grow Up - 2:24 (Kathleen Brennan, Tom Waits)
7. Sheena Is a Punk Rocker - 1:46
8. Rockaway Beach - 1:31
9. Strength to Endure - 2:41 (Dee Dee Ramone), (Daniel Rey)
10. Cretin Family - 2:17 (Dee Dee Ramone, Rey)
11. Do You Wanna Dance - 1:21 (Bobby Freeman)
12. We're a Happy Family - 1:28
13. The Crusher - 2:10 (Dee Dee Ramone, Rey)
14. 53rd & 3rd - 1:46
15. Beat on the Brat - 2:42
16. Pet Sematary - 3:38 (Dee Dee Ramone, Rey)
17. R.A.M.O.N.E.S. - 1:27 (Michael Burston, Phil Campbell, Lemmy Kilmister, Phil Taylor)
18. Anyway You Want It - 2:25 (Dave Clark)

## Formazione
- Joey Ramone - voce
- Johnny Ramone - chitarra
- C.J. Ramone - basso e voce
- Marky Ramone - batteria